# Бойна брадва
Бойната брадва е специална брадва, изработена за бой. В повечето случаи са изработени за използване с една ръка, но има с по-дълга дръжка за бой с две ръце.
Бойните брадви, конструирани специално като оръжие за близък бой, са с тегло от 0,5 до 3 kg и с дължина на дръжката от 30 cm до 1,5 m.
Въпросът дали брадвата като инструмент предхожда употребата ѝ като оръжие остава отворен, тъй като и двете приложения съществуват едновременно още от древни времена.

## Използване в бойни условия
При една бойна брадва за разлика от меча, има център на тежестта близо до предната режеща част. Поради това ударите, направени с брадва са по-мощни от тези на меча. Кинетичната енергия на режещата част на брадвата предизвиква по-големи увреждания  в сравнение с основно режещото действие на меча. Брадвата не е подходяща за дуелиране тъй като при удар трудно може да променя посоката си, както и не може да отрази удар на противника. Боецът с брадва трябва или да избягва удари на противника или да използва щит. Друг недостатък е тежестта, която може да доведе до по-бързо изтощаване на боеца.